# イグニッション・エンターテイメント
イグニッション・エンターテイメント・リミテッド (Ignition Entertainment Ltd.) は、イギリスに本社を置くゲームソフト開発・販売会社である。2002年4月設立。
2003年、アメリカ子会社設立。2004年からインド資本のメディアコングロマリット（2012年、ウォルト・ディズニー・カンパニーが買収）であるUTVソフトウェア・コミュニケーションズの傘下となっている。

## 主なゲーム作品
- Mercury Meltdownシリーズ[1]
- エルシャダイ

## 日本での展開
2004年10月、日本法人を設立（東京都新宿区新宿4丁目に所在していた）。当初はSNKプレイモア（日本法人代表の竹下和広は元SNK欧州事務所代表）やマーベラスエンターテイメントなど日本製ゲームの買い付けを主業務としていた。
2007年末より日本にも開発スタジオを設立。
2009年8月、『たまらん』のWii日本語ローカライズ版で日本でのゲーム販売に進出。
2011年6月、家庭用ゲーム向けの自社開発から撤退するため、発売元として携わる『ドラゴンズクラウン』をもって日本の開発スタジオの閉鎖を示唆。自社開発撤退後、販売部門として活動していく。
2012年4月、『ドラゴンズクラウン』のタイトルIP、製造・販売権をインデックス（旧法人）に売却（これらの権利は旧インデックスの経営破綻に伴い、2013年11月にセガが設立した新会社のアトラス〈新社〉へ譲渡され、IP・製造・販売権はアトラス〈新社〉とセガの親会社であるセガホールディングスの共同保有となった）。